# Shenyang J-11
Shenyang J-11 Шеньян J-11 (кит.: 歼击机-11/歼-11; піньїнь: JianJiJi-11/Jian-11; за кодифікацією НАТО: Flanker B+) — китайський багатоцільовий винищувач, який є ліцензійним варіантом радянського винищувача Су-27, виробництва Шеньянскої авіабудівної корпорації (Shenyang Aircraft Corporation (SAC)).
Базовий варіант J-11, який збирається із російських комплектуючих ідентичний Су-27СК.
Варіант J-11B використовує планер Су-27СК, але оснащений китайською авіонікою і системами озброєння. У майбутньому планується оснастити J-11 китайським турбореактивним двигуном FWS-10A «Taihang».

## Історія виробництва
У 1992 р. Китай став першою країною за межами колишнього Радянського Союзу, що прийняла на озброєння винищувачі Су-27. У 1996 р. між Компанією «Сухой» і SAC був укладений контракт про спільне виробництво 200 Су-27СК під позначенням J-11 на суму 2,5 млрд. дол. США. За умовами контракту, збірка J-11 здійснювалася на заводі SAC з російських комплектуючих. Можливо, було обумовлено поступове збільшення числа китайських комплектуючих, щоб поступово SAC могла освоїти виробництво самостійно.
Перший J-11 був зібраний в грудні 1998 р., однак серійне виробництво не починалося до 2000 р. з технічних причин. До 2003 р. в Китай було поставлено 95 комплектів літаків, а від інших 105 китайська сторона відмовилася, у зв'язку з тим, що базовий варіант J-11 (Су-27СК) перестав задовольняти вимоги ВПС Китаю.
Компанія «Сухой» заропонувала Китаю модернізований варіант Су-27СКМ з можливістю ураження наземних цілей, проте ВПС Китаю відмовилися від нього на користь вітчизняного варіанту J-11.
Справжня ж причина відмови від ліцензійного виробництва J-11 — створення та готовність до виробництва неліцензійної копії.

## Конструкція
По конструкції є копією радянського винищувача Су-27СК.

## Модифікації

### J-11B
Всередині 2002 р. SAC оголосила про намір створити модернізовану багатоцільову версію J-11, здатну нести керовані ракети класу «повітря-повітря» і «повітря-земля» і містити більшу кількість китайських комплектуючих. Літак одержав позначення J-11B. Як мінімум три екземпляри J-11B були побудовані для випробувань з 2006 р.
Літак використовує планер J-11 (Су-27СК), але відрізняється наступними особливостями:
- Китайська багатоцільова РЛС управління зброєю, здатна відстежувати 6—8 цілей і наводити ракети на 4 з них одночасно;
- Китайська цифрова система управління польотом;
- Китайська копія російської оптико-електронної прицільної системи ОЕПС-27;
- Інерційна навігаційна система;
- Індикатор на лобовому склі кабіни і чотири рідкокристалічних багатофункціональних дисплея

Літак може нести китайські керовані ракети «повітря-повітря» малої дальності PL-8 і середньої дальності PL-12, а також, як очікується, керовані ракети «повітря-земля» YJ-91 (Х-31П) і КД-88, керовані авіаційні бомби LT-2 і LS-6.
Під час 6-ї авіаційної виставки в Чжухаї 31 жовтня — 5 листопада 2006 Китай вперше представив офіційні дані турбореактивного двигуна FWS-10A «Тайхань» власної розробки. Двигун був успішно випробуваний на літаку Су-27СК і, можливо, на J-11. Двигун будовою й характеристиками схожий з російським двигуном АЛ-31Ф. Не відомо точно, чи встановлюється він на J-11B.
У 2007 р. з'явилися повідомлення про розробку двомісної модифікації винищувача J-11BS. У квітні 2009 р. була опублікована його фотографія, проте тактико-технічні характеристики літака не відомі
За даними китайських ЗМІ J-11B, що збирається з комплектуючих китайського виробництва перевершує за тактико-технічними характеристиками новітній російський Су-35БМ. Однак за іншими даними технічні показники J-11B знаходиться між Су-27М та Су-35.